# 卡盧什區
卡盧什區（烏克蘭語：Калуський район）是乌克兰伊万诺-弗兰科夫斯克州西北部的一个区，與利維夫州、外喀爾巴阡州接壤，行政中心设于卡卢什，面积为3,550平方公里，人口282,692人（2021年估计）。

## 历史
至2020年為止，卡卢什区的面积为647平方公里，人口57,409。
2020年7月18日乌克兰實施行政区重劃，伊萬諾-弗蘭科夫斯克州14個區與6個市整併為6個區，卡卢什区的面积显著增加。

## 行政区划
卡卢什区下分为13个市镇，以下依市鎮人口由多到少排列：

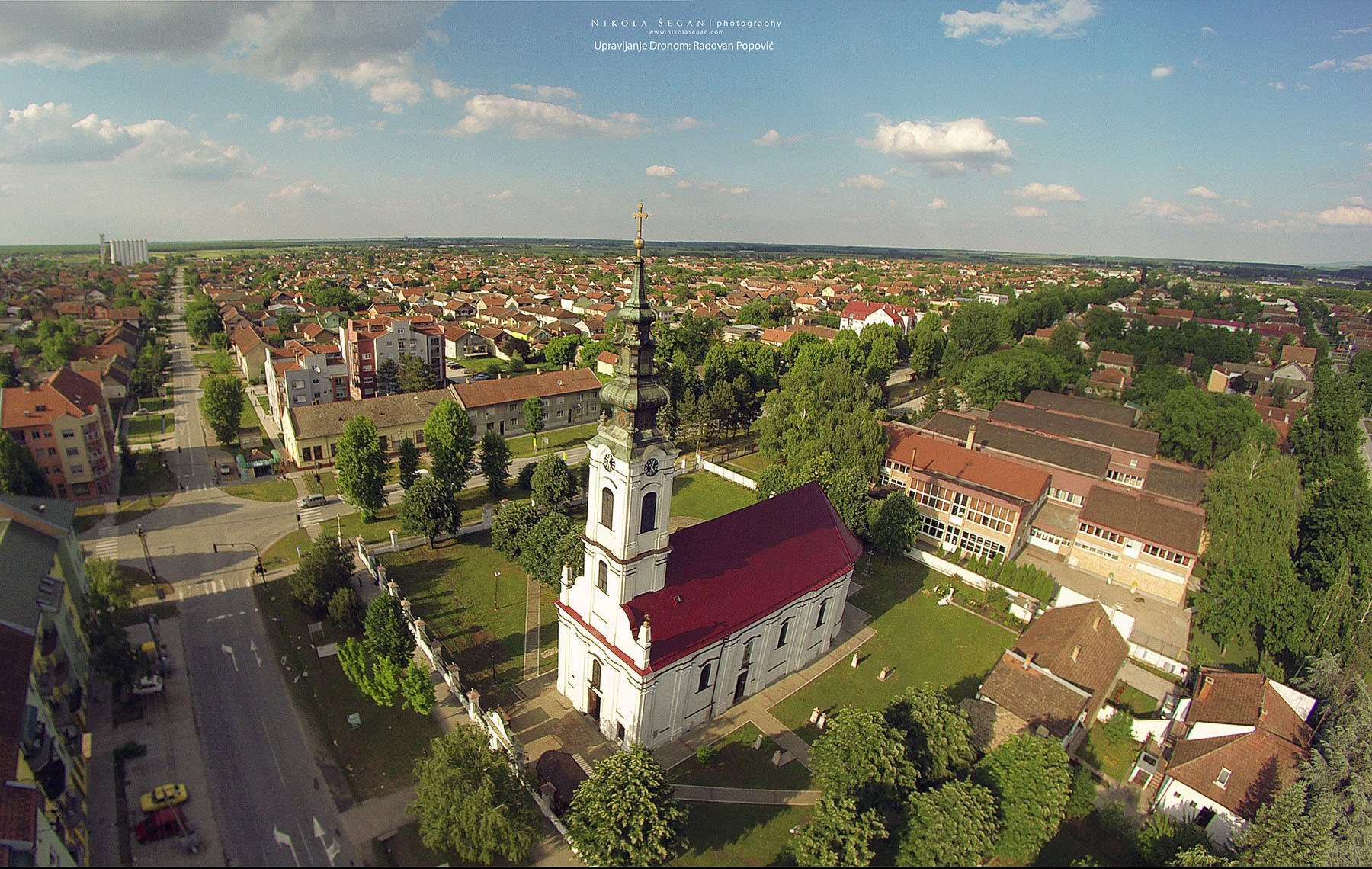
卡盧什市鎮（烏克蘭語：Калуська міська громада）
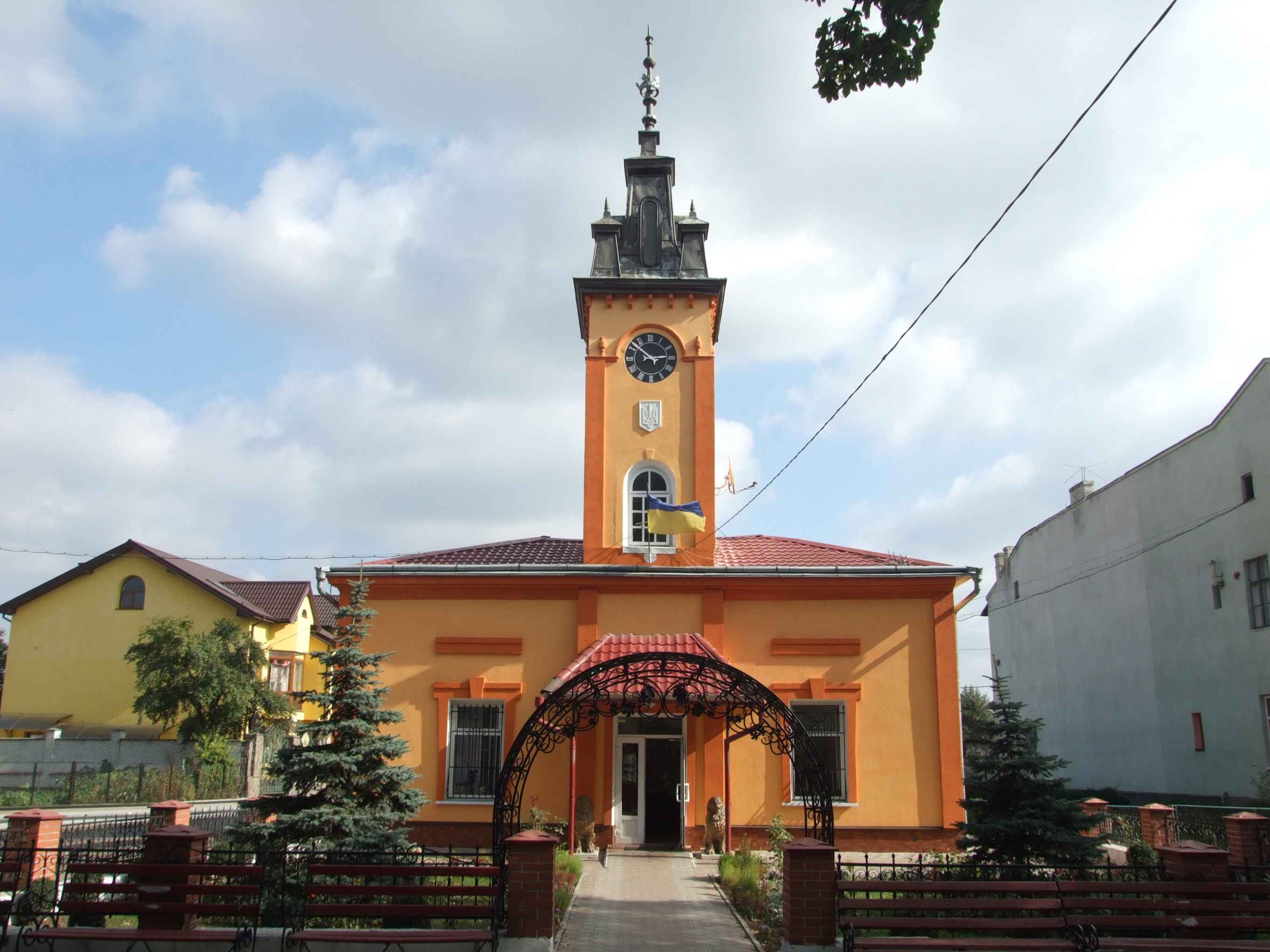
博萊希夫市鎮（烏克蘭語：Болехівська міська громада）
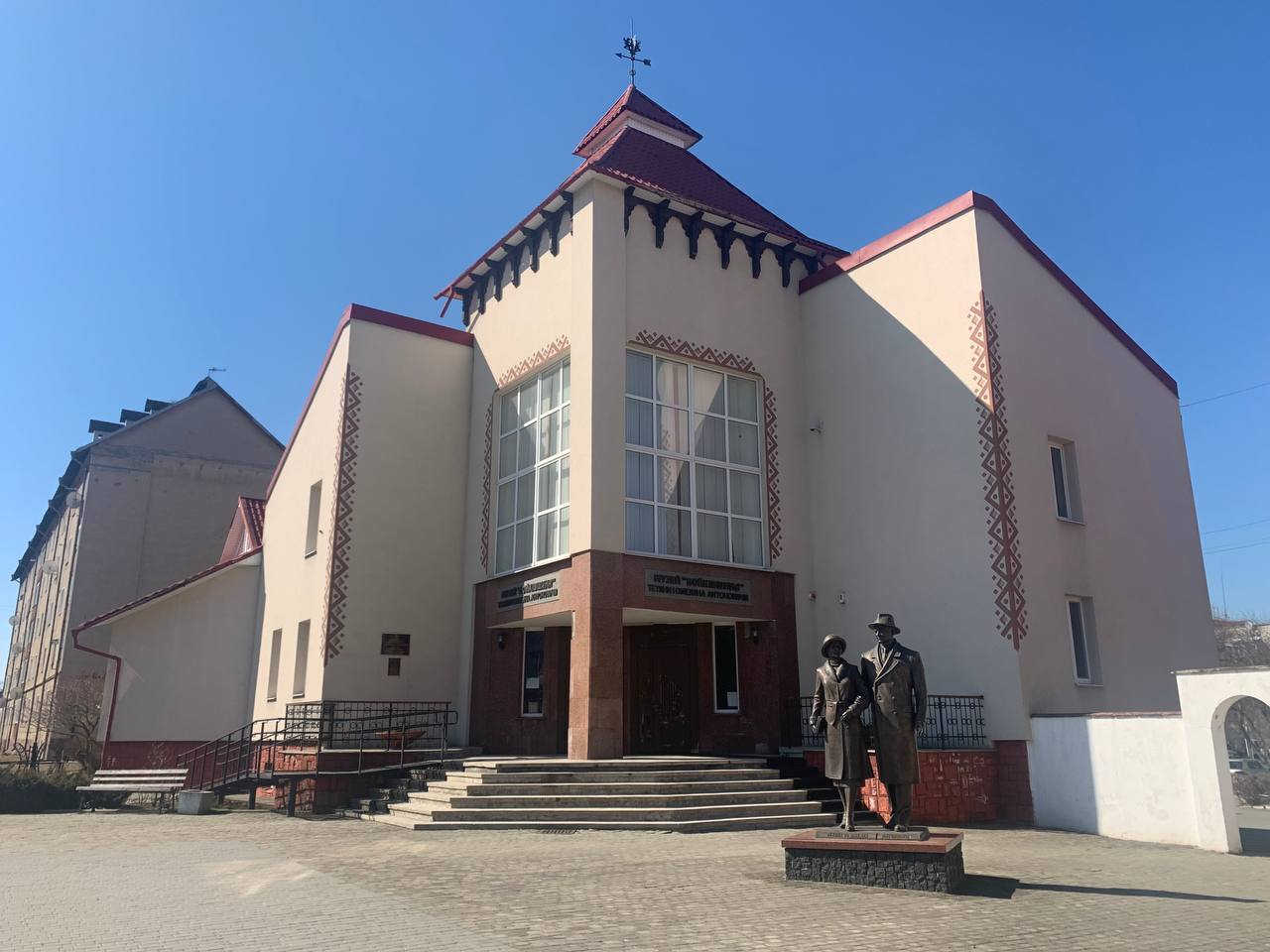
多利納

- 多利納市鎮（烏克蘭語：Долинська міська громада (Івано-Франківська область)）
- 佩雷欣斯凯市鎮（烏克蘭語：Перегінська селищна громада）
- 羅日尼亞蒂夫市鎮（烏克蘭語：Рожнятівська селищна громада）
- 維霍達市鎮（烏克蘭語：Вигодська селищна громада）
- 諾維察市鎮（烏克蘭語：Новицька сільська громада）
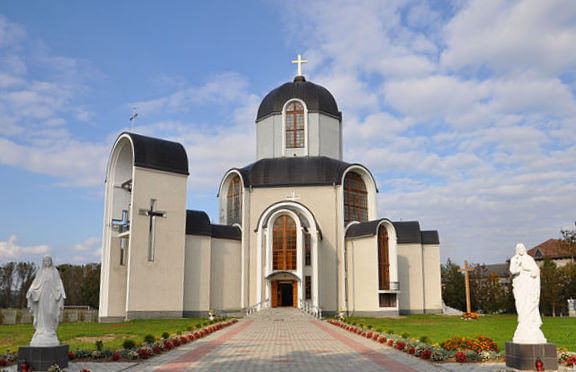
布羅什尼夫-奧薩達市鎮（烏克蘭語：Брошнів-Осадська селищна громада）
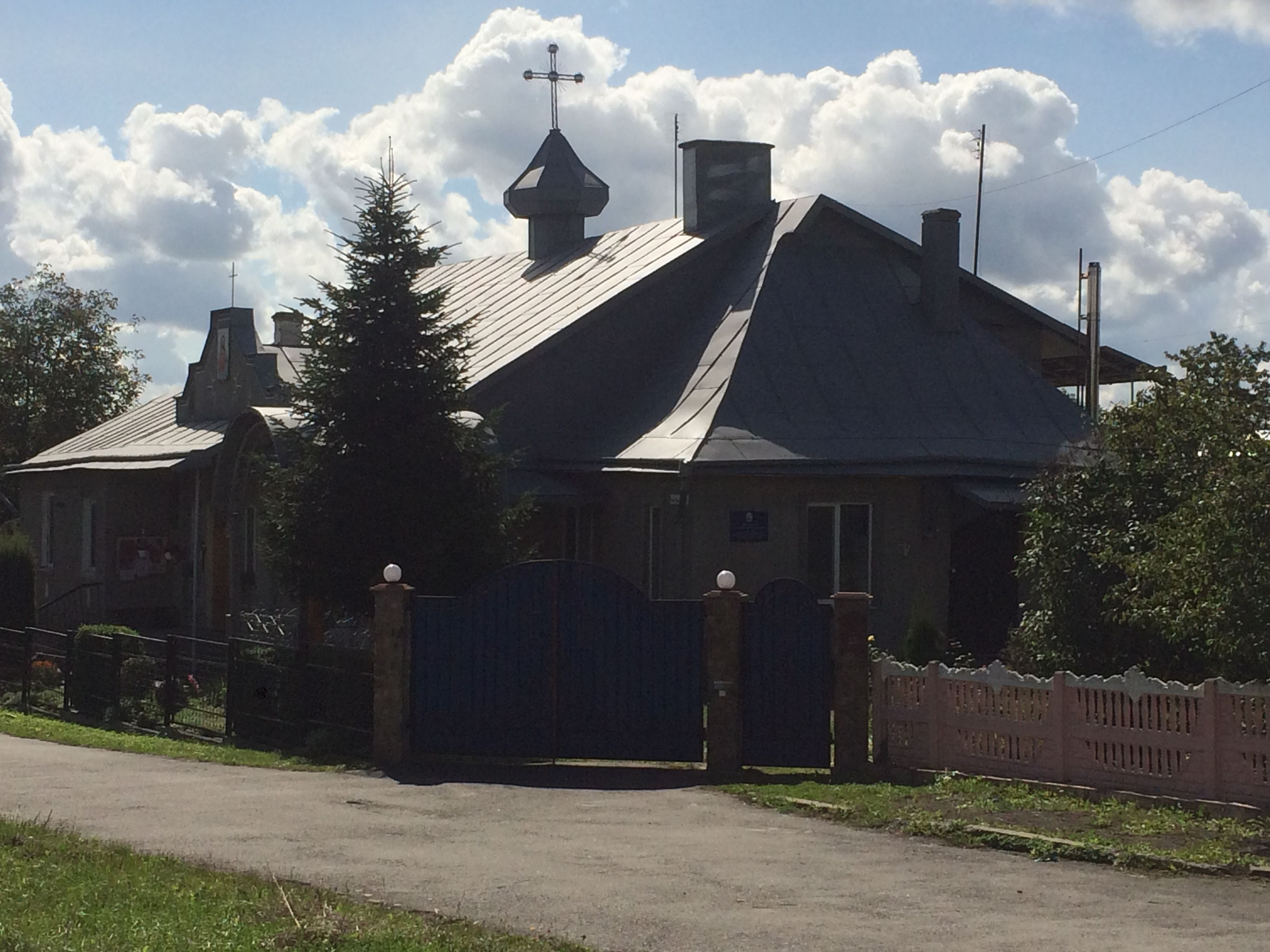
沃伊尼利夫市鎮（烏克蘭語：Войнилівська селищна громада）
- 韋爾赫尼亞（烏克蘭語：Верхня）市鎮（烏克蘭語：Верхнянська сільська громада）
- 杜巴市鎮（烏克蘭語：Дубівська сільська громада (Івано-Франківська область)）
- 斯帕斯市鎮（烏克蘭語：Спаська сільська громада）
- 維特維察市鎮（烏克蘭語：Витвицька сільська громада）

- 卡盧什
- 博萊希夫
- 多利納
- 布羅什尼夫-奧薩達
- 沃伊尼利夫